# 33004 Dianesipiera
33004 Dianesipiera este un asteroid din centura principală de asteroizi.

## Descriere
33004 Dianesipiera este un asteroid din centura principală de asteroizi. A fost descoperit pe 2 martie 1997 la Prescott (Arizona) de Paul G. Comba. Asteroidul prezintă o orbită caracterizată de o semiaxă mare de 3,12 ua, o excentricitate de 0,07 și o înclinație de 11,3° în raport cu ecliptica.